# Electronic Business Group
L'Electronic Business Group (EBG) est une organisation française créée en 1998 par Pierre Reboul et François-Henri Pinault,.
Elle réunit tout au long de l’année des cadres dirigeants de grandes entreprises françaises et internationales leur permettant de partager leurs expériences, essentiellement sur des thématiques liées à Internet, au marketing interactif et aux nouvelles technologies. 
Son activité se décline chaque année en 3 grands axes : 200 conférences et ateliers, 4 salons professionnels et la publication de 20 livres blancs[réf. nécessaire].
En 2018, l'EBG rassemble 660 sociétés adhérentes actives dans l’industrie, les services et les médias et près de 110 000 professionnels.
L'EBG est basée à Paris, Pékin, New York et San Francisco. Son président actuel est Stéphane Richard (Orange)[réf. nécessaire].
Jean-Bernard Lévy (Électricité de France), Martin Sorrell (WPP), Steve Ballmer (ex Microsoft) et Wu Jianmin (Institut de la Diplomatie de Pékin) comptent au nombre de ses administrateurs[réf. nécessaire].